# Mariangela Tarì
Mariangela Tarì (Taranto, 29 gennaio 1974) è una scrittrice italiana, autrice del romanzo Il Precipizio dell'Amore vincitore del premio Pontremoli – Città del Libro e della Famiglia e del premio Taranto Poesia e Impegno Civile nella sezione narrativa.

## Biografia
Mariangela Tarì è laureata in Giurisprudenza e dopo aver conseguito l'abilitazione per l'insegnamento alla scuola primaria, è diventata docente di sostegno di bambini diversamente abili a Verona, città dove vive attualmente. Da anni è impegnata nella divulgazione e nella sensibilizzazione della sindrome di Rett, malattia di cui soffre la sua primogenita Sofia che è stata fonte d'ispirazione per la realizzazione dell'associazione La Casa si Sofia volta a migliorare la qualità della vita dei bambini con disabilità o gravemente malati tramite la terapia ricreativa. Nel 2021 ha scritto il suo primo libro Il Precipizio dell'Amore, Solo Appunti di una Madre edito da Mondadori, che parla di come ha affrontato e superato il periodo più buio della sua vita quando ha scoperto che il suo secondogenito Bruno aveva un cancro al cervello. Il libro ha riscosso un grande successo e le ha permesso di vincere il Premio Pontremoli e il premio Taranto Poesia e Impegno Civile. Nello stesso anno il presidente della Repubblica Sergio Mattarella l'ha insignita del titolo di Cavaliere al Merito della Repubblica. Nel 2023 ha pubblicato il suo secondo libro Terra Madre edito sempre da Mondadori.

## Attivismo
Ha fondato a Taranto La Casa di Sofia un'associazione di promozione sociale senza fini di lucro con finalità civiche, solidaristiche e di utilità sociale che ha l’obiettivo di promuovere la terapia ricreativa come strumento di miglioramento della qualità della vita dei bambini gravemente malati e dei loro genitori. Tra le attività più importanti ci sono la scuola di calcio inclusiva "Insuperabili" e il progetto Multicentrum che permette ad abili e disabili di stare insieme e ballare, recitare e svolgere attività circensi.

## Opere

### Narrativa
- Il Precipizio dell'Amore. Solo Appunti di una Madre, Milano, Mondadori, 2021. ISBN 978-88-04-73134-4
- Terra Madre, Milano, Mondadori, 2023. ISBN 978-88-04-76679-7

## Televisione
- Verissimo (Canale 5, 2021)
- Nuovi Eroi (Rai 3, 2022)
- ItaliaSì! (Rai 1, 2023)